# 최영일 (교육인)
최영일(崔英日, 1966년 3월 7일~2024년 2월 16일)은 대한민국의 기업가 출신의 시사평론가 및 대학 교수 겸 교육인이었다. 가족관계로는 아내와 사이에 1남 1녀(맏아들과 막내딸)가 있었다.

## 주요 이력

### 주요 경력
- 네트로이십일 CEO 대표이사 사장 겸 이사장
- 가톨릭대학교 객원교수
- 숭실대학교 겸임교수
- 인천가톨릭대학교 객원교수
- 홍익대학교 겸임교수
- 펜타브리드 이사장
- 광운대학교 객원교수
- 세종대학교 겸임교수
- 메타브랜딩 ECU사업부 부장대우
- 경희대학교 겸임교수
- 한양대학교 겸임교수
- 성공회대학교 겸임교수
- 세종사이버대학교 겸임교수
- 한양사이버대학교 겸임교수
- 공공소통전략연구소 CEO 소장
- 경희사이버대학교 문화커뮤니케이션학부 모바일융합학과 미디어영상홍보전공 겸임교수
- ㈜인포마스터 휴먼클라우딩플랫폼 연구위원
- 건국대학교 예술디자인대학 커뮤니케이션디자인학과 외래교수

## 출연작

### TV 프로그램
- 이데일리TV 《시사경제 why》
- 채널A 《신문으로 보는 세상》
- 채널A 《직언직설》
- MBN 《시사마이크》
- MBN 《시사데이트》
- JTBC 《뉴스콘서트》
- TV조선 《시사선데이 가는주 오는주》
- JTBC 《사건반장》
- KBS1 《사사건건》
- tbs 《뉴스공장 외전 _ 더 룸》
- KBS 《더 라이브》

### 라디오 프로그램
- YTN RADIO 《최영일의 뉴스! 정면승부》
- EBS FM 《EBS 공감시대》
- KBS 1Radio 《뉴스 월드, 최영일입니다》(2019. 9. 21.~2021. 9. 26.)
- KBS 1Radio 《최영일의 시사본부》(평일, 2021. 9. 27.~2023. 3. 22.)

## 학력
- 인하대학교 기계공학과 학사(1994년 8월)
- 건국대학교 대학원 산업디자인학과 미술학 석사(1997년 8월)
- 한림대학교 대학원 사회학과 사회과학 석사(2002년 2월)
- 연세대학교 대학원 사회학과 사회과학 박사 과정(2020년 8월)